# Ossë
J.R.R. Tolkien történeteiben Ossë egy a maiák közül. Ulmo társa, asszonya pedig Uinen. Neve a vala Ošošai/Oššai (feltehetőleg) tünde elferdítése.
Ossë Ulmo szolgálatában áll, ő őrködik a Középföldét körülvevő tengerek felett. Jó barátja Círdannak, a szürkerévi hajóácsnak. A Fák korában rövid időre Melkor szolgálatába állt. Ez idő alatt könnyelműen tengeri viharokat okozott, amivel nehezítette a tengeri utazók dolgát. Felesége, Uinen vette rá arra, hogy hagyjon fel az efféle felelőtlenséggel, ám a viharok iránti rajongása nem múlt el egykönnyen.
Ossë a telerek barátja, akik a valákkal egyenrangúnak tartják őt. Ez a viszony a telerek Valinorba indulása előtt alakult ki, amikor a sindák Beleriand partjai mentén tartózkodtak vezetőjükre várva.
A szilmarilok korábbi változataiban Ossë önálló valaként jelenik meg.